# مدال ستاره طلایی
مدال طلای ستاره (روسی: медаль «Золотая Звезда»)نشان ویژه‌ای است که در اتحاد جماهیر شوروی و برخی از متحدان آن، و چند کشور پیش از فروپاشی شوروی اهدا می شده است. دریافت کنندگان این نشان عنوان «قهرمان» شوروی را یدک می کشیده است.

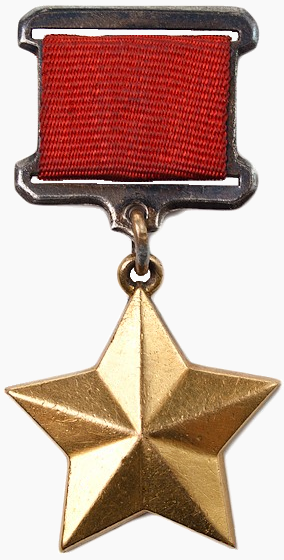
ستاره طلایی قهرمان اتحاد جماهیر شوروی